# Anton Diffring
Anton Diffring, född 20 oktober 1918 i Koblenz, Rheinland-Pfalz, död 20 maj 1989 i Châteauneuf-Grasse, Alpes-Maritimes, var en tysk-brittisk skådespelare.
Diffring kännetecknade i bildlig mening 1930- och 40-talens tyska officerare med sitt snarlika utseende med ett flertal av dåtidens ledande politiker/militärer. Han är kanske mest känd i Sverige för rollen som SS-översten Kramer i Örnnästet från 1968 med Clint Eastwood och Richard Burton i huvudrollerna, samt som en synnerligen porträttlik Joachim von Ribbentrop, utrikesminister i Nazityskland vid tiden för andra världskrigets utbrott, i TV-serien Krigets vindar.

## Filmografi (urval)
- 1950 – Statshemlighet
- 1955 – Mästerrymmarna på Colditz
- 1972 – The Day the Clown Cried
- 1975 – Attentat i gryningen
- 1980 – Arsène Lupin (TV-serie)
- 1981 – Den sista matchen
- 1983 – Krigets vindar (TV-serie)
- 1985 – Jane Horney (TV-serie)